# Války růží
Války růží (1455–1487) byla série bitev občanské války v Anglii mezi spojenci rodů Lancasterů a Yorků. Příčiny konfliktu sahaly až k roku 1399, kdy přívrženci Lancasterů svrhli krále Richarda II. a ustavili novým králem Jindřicha IV. Po smrti jeho syna Jindřicha V. roku 1422 vládla zemi regentská rada místo nezletilého Jindřicha VI. Rozkrádání královského majetku regentskou radou a neúspěchy ve stoleté válce vedly Richarda Plantageneta z Yorku k mobilizaci vojenských sil proti královým rádcům.
Když anglické vojsko roku 1453 zažilo ve stoleté válce definitivní porážku, král se zhroutil a Richard Plantagenet byl jmenován protektorem Anglie. Jeho opatření vedoucí k hospodářské obnově a posílení bezpečnosti však král zrušil poté, co nabyl roku 1455 vědomí. York musel Londýn opustit a ještě ve stejném roce pak došlo k první bitvě mezi Lancastery a Yorky. Vítězství v této bitvě a další záchvat krále znamenaly pro Yorka návrat do funkce protektora, setkal se však se silným odporem královny Markéty z Anjou. Po několika bitvách roku 1459 musel Richard Plantagenet a jeho spojenci prchnout ze země. Když se následujícího roku Yorkové vrátili s armádou, nevystupoval již jen proti královým rádcům, nýbrž již usiloval o královskou korunu. Tu se mu však nepodařilo získat, neboť v prosinci roku 1460 byl Richard Plantagenet zabit v bitvě u Wakefieldu.

Bílá růže Yorků a červená růže Lancasterů

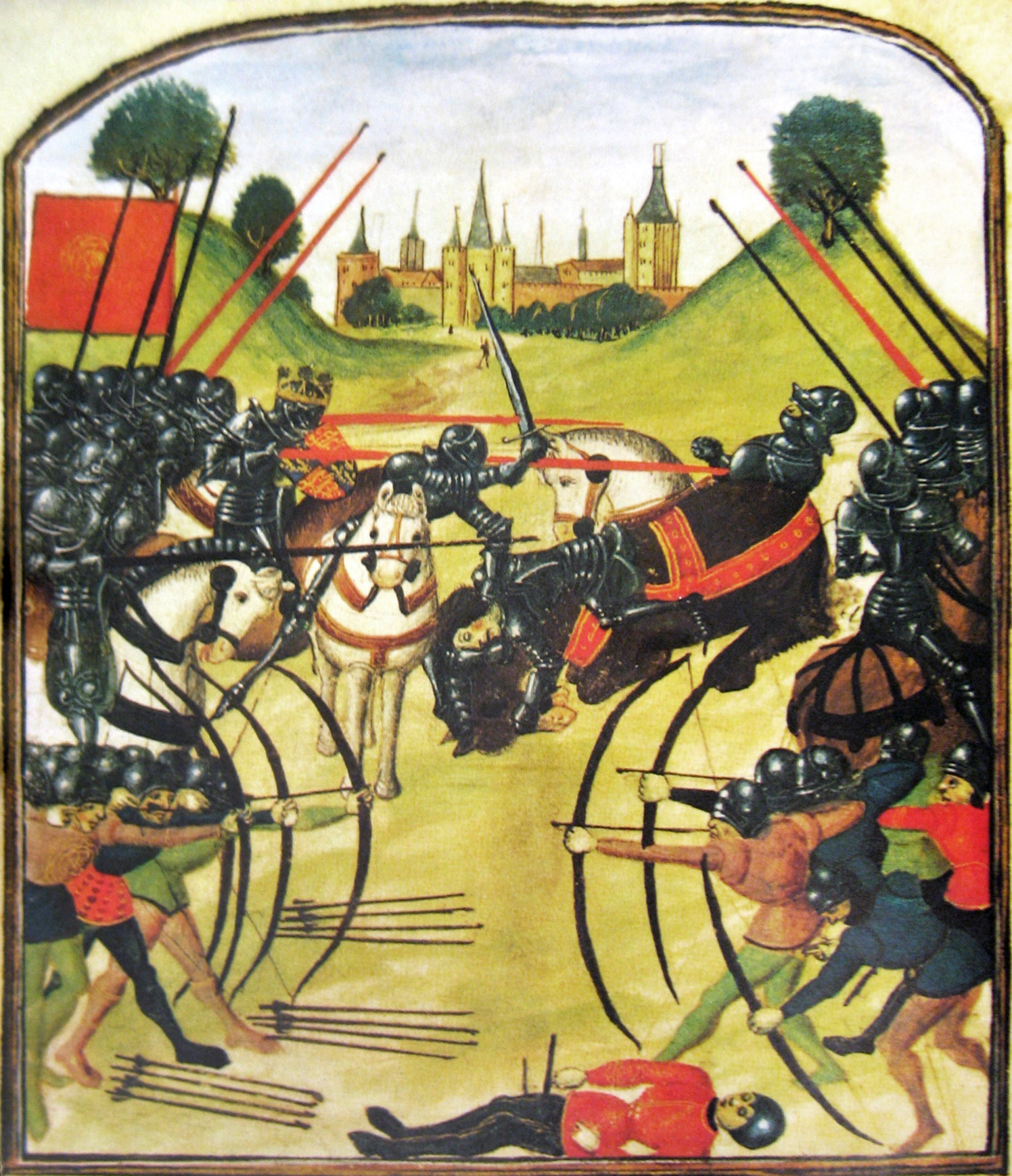
Dobová miniatura zobrazující bitvu u Tewkesbury

Jeho syn Eduard se však dokázal prosadit, zvítězil roku 1461 nad Lancastery a nechal se jako Eduard IV. korunovat. Postupem času se však začaly projevovat rozpory mezi ním a jeho spojencem Richardem Nevillem z Warwicku, které nakonec přerostly v otevřený boj. Warwick se spojil se šlechtou, jež byla nespokojena se vzestupem „nové šlechty“, kterou Eduard IV. podporoval. Warwick se svým vojskem roku 1469 zaznamenal porážku a musel prchnout do Calais, tam se však spojil s Markétou z Anjou a jejich společné síly se roku 1470 vylodily v Anglii a donutily zaskočeného Eduarda IV. prchnout do Burgundska. Následujícího roku se Eduard IV. vylodil v Anglii a lancasterské vojsko porazil. Mnozí Lancasterové byli popraveni a zavražděn byl také uvězněný Jindřich VI.
Ještě během dalších let Eduardovy vlády se vyskytly spory mezi Yorky, které vyvrcholily po jeho smrti roku 1483. Eduard IV. si přál, aby se protektorem stal jeho bratr Richard, královna Alžběta Woodvillová však nechala korunovat svého nezletilého syna Eduarda V. Richard se rozhodl prosadit silou, popravil představitele Woodvillů a mladičkého Eduarda V. i s jeho bratrem Richardem dal střežit v londýnském Toweru a nechal se jako Richard III. korunovat. Dodnes není objasněno, co se s malými Princi z Toweru přesně stalo. 
Proti Richardovi III. však stále více rostla opozice, jejímž představitelem se stal Jindřich Tudor, jenž přebýval v exilu v Bretani. Ten se roku 1485 se svými přívrženci vylodil ve Walesu a po vítězství nad Richardem III. v bitvě u Bosworthu přijal jako Jindřich VII. královskou korunu. Několik dalších povstání již pak postavení nového krále neohrozilo.

## Příčiny války

Zjednodušený rodokmen potomků Eduarda III., červeně vyznačeni králové

### Nastolení lancasterské dynastie
Příčinou válek růží byly události, jež se odehrály dávno před vypuknutím války. Roku 1377 zemřel král Eduard III., jeho dědic Černý princ Eduard však zemřel rok před ním. Nárok na trůn měl tedy syn Černého prince, nezletilý Richard II. (1377–1399), jehož regentem se stal jeho strýc Jan z Gentu. Roku 1387 Richard II. dosáhl zletilosti; počínal si však svéhlavě a neopatrně, což způsobovalo jednak hospodářské potíže, hlavně však odpor šlechty. Když roku 1398 zemřel Jan Gentský, Richard II. majetek svého bývalého regenta svévolně zabavil. Šlechta se cítila být ve svých právech ohrožena, a tak se v čele s Jindřichem Bolingbrokem, dědicem lancasterského vévody Jana Gentského, vzbouřila a Richarda II. svrhla. Králem se pak stal Jindřich Bolingbrok jakožto Jindřich IV. (1399–1413).
Tímto ovšem byl zcela opominut nárok větve Lionela z Antwerp, druhorozeného syna Eduarda III. Toho sesazený Richard II. využil a za svého nástupce určil Lionelova vnuka Rogera Mortimera. Ten však zemřel bez dětí a své dědictví i s nárokem na trůn odkázal na Richarda z Cambridge, vévodu z Yorku. Navíc svržení krále bylo útokem na princip božského původu královské moci. Jindřich IV. vládl jako „první mezi rovnými“, tento nový princip jej však již nechránil tolik jako idea posvátného původu královské moci. Jindřich IV. a jeho syn Jindřich V. (1413–1422) byli schopnými vládci a dokázali případný odpor zpacifikovat. Důležitým povstáním se stal pokus Richarda z Cambridge o svržení krále roku 1415, který se však nepodařil; Richard z Cambridge byl popraven a pětiletý syn Richard Plantagenet z Yorku zatím nepředstavoval žádnou hrozbu. Podporu si Jindřich V. zajistil také úspěchem ve stoleté válce.

### Nestabilita za vlády Jindřicha VI.

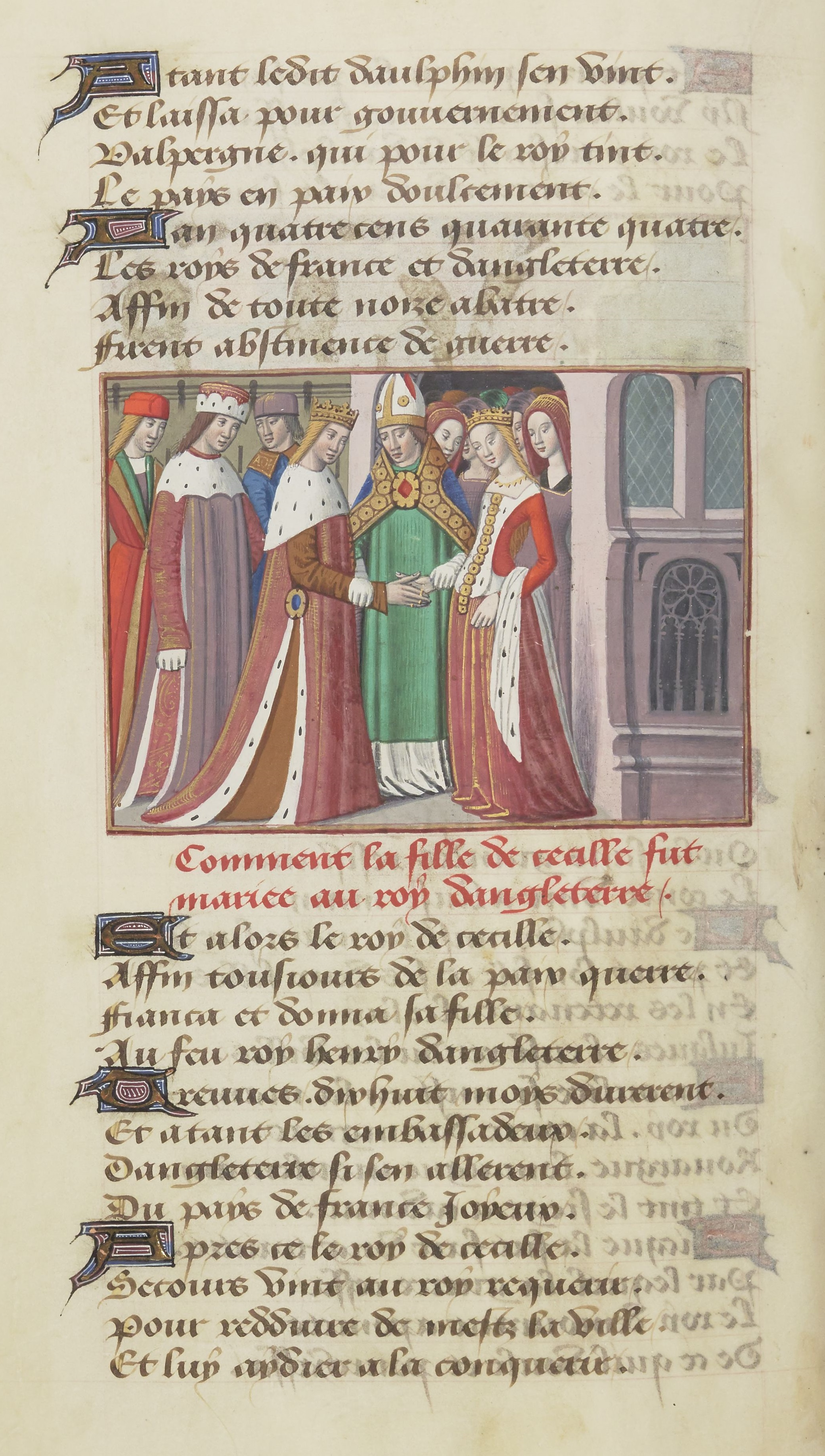
Svatba Jindřicha VI. s Markétou z Anjou

Roku 1422 ovšem Jindřich V. neočekávaně zemřel a krom královské koruny zanechal svému devítiměsíčnímu synu Jindřichovi VI. také pokračující válečný konflikt ve Francii. V regentské radě se rozpoutaly spory o moc zejména mezi Humphreym z Gloucesteru a Beauforty, které regent Jan z Bedfordu až do své smrti roku 1435 jen stěží dokázal tlumit. Krom toho se snažila získat vliv také rodina de la Pole, jež zbohatla svým obchodem s vlnou, byla povýšena do šlechtického stavu a získala vévodství Suffolk.
Narůstající spory u dvora se odrážely v celé zemi. Bohatnoucí střední třída (yeomani) se snažila získat politickou moc na úkor šlechty, autorita krále i církve upadala, kriminalita narůstala. K tomu všemu přistupovaly neúspěchy ve stoleté válce: francouzská vojska ovládala stále více území, a když roku 1444 došlo k anglo-francouzskému jednání v Toursu, požadovali Francouzi uzavření příměří, stažení anglických jednotek do Calais a sňatek již zletilého Jindřicha VI. s Markétou z Anjou, aniž by Jindřich VI. obdržel nějaké věno. Nejvlivnější postavení v královské radě zastával Vilém de la Pole ze Suffolku, jenž svatbu prosadil. Když se však anglická posádka ve Francii dozvěděla potupné okolnosti sňatku, odmítla se stáhnout, takže boje ve Francii pokračovaly. Francouzská vojska však nakonec anglickou armádu do roku 1453 zatlačila do Calais.

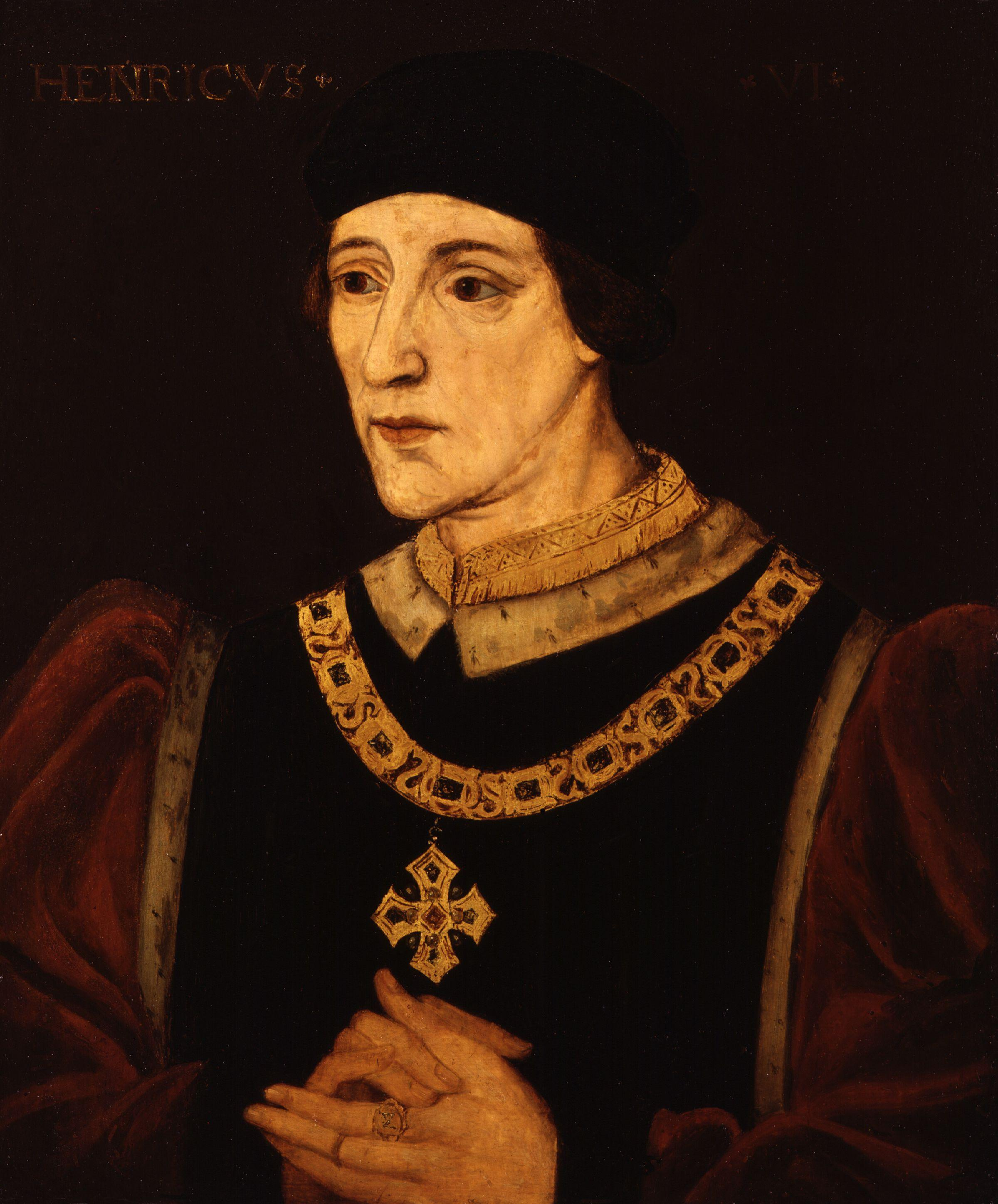
Jindřich VI.

Jindřich VI. představoval umírněného a nerozhodného panovníka, který se spíše než o vládu zajímal o náboženství a vzdělání. Ačkoli se u něj někdy projevovala také tvrdohlavost a pomstychtivost, hlavní iniciativu převzala jeho manželka Markéta z Anjou, jež na něj měla značný vliv. Upřednostňovala Somersety a Suffolky, pronásledovala Gloucestery a snažila se také omezit vliv Richarda Plantageneta, ačkoli ten doposud věrně sloužil králi. Boje ve Francii značně vyčerpávaly královskou pokladnu a královi rádci (Somerseti a Suffolkové) doporučovali královi, aby se svého majetku zbavoval, aby se tohoto majetku posléze zmocnili. Autorita krále dále klesala, narůstaly potyčky mezi šlechtici. Šlechta se zároveň snažila upřít volební právo yeomanům a nižším vrstvám obyvatelstva. Neúspěchy ve Francii a hroucení zkorumpovaného systému však pro Suffolky nakonec znamenal katastrofu. Vilém ze Suffolku byl na popud parlamentu roku 1450 uvězněn, poté králem vypovězen ze země a při své cestě z Anglie zlynčován námořníky.

### Rebelie a nepokoje

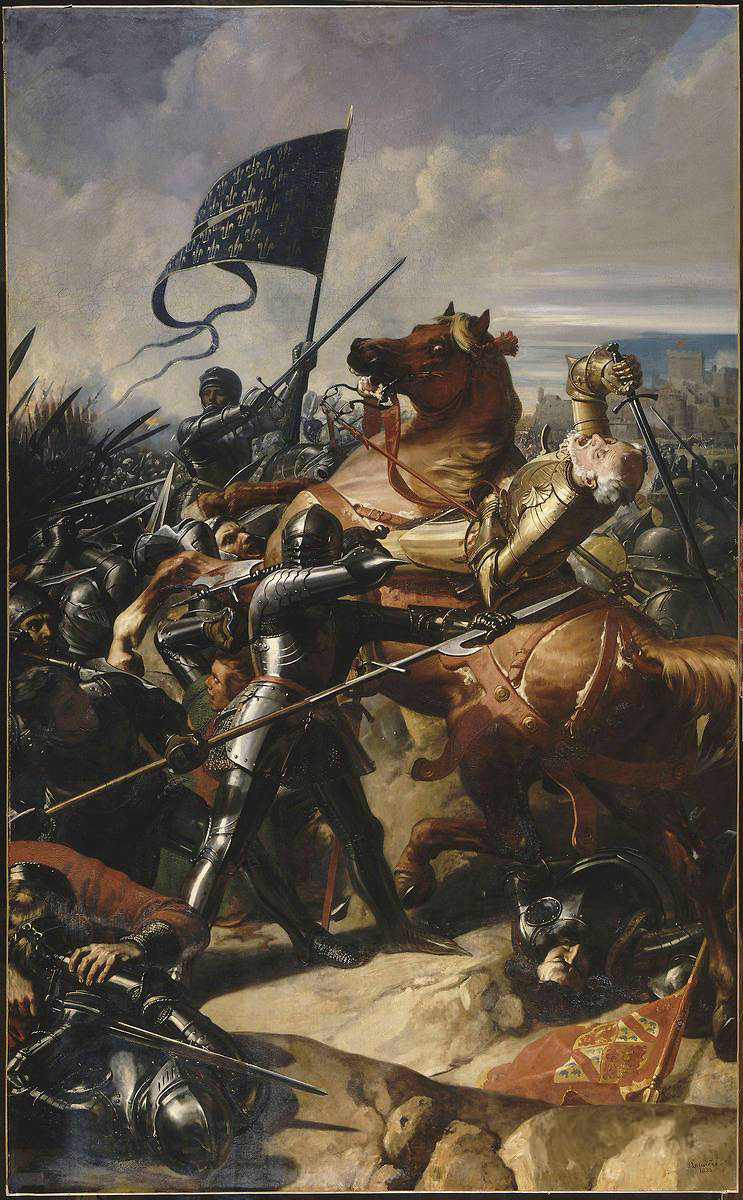
Bitva u Castillionu roku 1453, definitivní porážka Anglie ve stoleté válce

Vyhnání Viléma ze Suffolku však nepředstavovalo dostatečné řešení. Jack Cade, irský zloděj, který se prohlašoval za příbuzného Richarda Plantageneta z Yorku, požadoval navrácení rozkradeného královského majetku. Král jeho stoupence začal pronásledovat, mnozí z nich však byli veteráni z  francouzských válek, takže královské vojsko porazili, a dokonce ovládli Londýn. Londýňané sice povstalce z města vyhnali a Cade byl zabit, avšak nepokoje se po zemi šířily dále.
Samotný Richard Plantagenet neusiloval o trůn, nýbrž o nápravu poměrů a odstranění zkorumpovaných rádců, zejména Edmunda Beauforta ze Somersetu, jenž nahradil Suffolka. Yorkův návrat z Irska a pochod na Londýn úspěch vyjednávání se Somersetem nezajistil a protisomersetský parlament byl rozpuštěn. Po další mobilizaci Yorkových sil proti Somersetovi byl York prohlášen za vzbouřence a Somerset za oddaného poddaného krále. Téměř došlo k vojenskému střetu, král však nechal Yorka zrádně zatknout, donutil jej přísahat, že již nikdy nesvolá armádu proti králi, a pak jej propustil. Spor získal další rozměr, když se do něj přimíchaly spory konkurenčních rodů Nevillů a Percyů. Král podle nich dědické spory vyřešil nespravedlivě, a tak se Nevillové rozhodli získat podporu u Yorka, zatímco Percyové u Somerseta. Když byli roku 1453 Angličané ve Francii definitivně poraženi, král zešílel. Dočasnou vládu vykonávala královská rada, jež však nedisponovala autoritou. V zemi propukla anarchie a Percyové přepadli Nevilly.
Do toho královna Markéta z Anjou porodila syna Eduarda (byť bylo veřejným tajemstvím, že jeho otcem není král, nýbrž Somerset), což jen zvětšilo obavy z moci Somersetů; York přijel na pozvání biskupů do Londýna, prosadil se v královské radě a Somerset byl uvězněn. Parlament jmenoval Yorka regentem, který byl záhy jmenován také protektorem Anglie a hlavním královským rádcem. York se snažil ozdravit královské finance, redukoval náklady královské domácnosti, vyplatil zpožděné platy dvorským služebníkům, usiloval o urovnání sporů v zemi a o zneškodnění pirátů v okolí anglických břehů. Když se však král začal uzdravovat a nabývat vědomí, propustil Somerseta z vězení a Yorkova opatření rušil.

## Počáteční fáze (1455–1461)

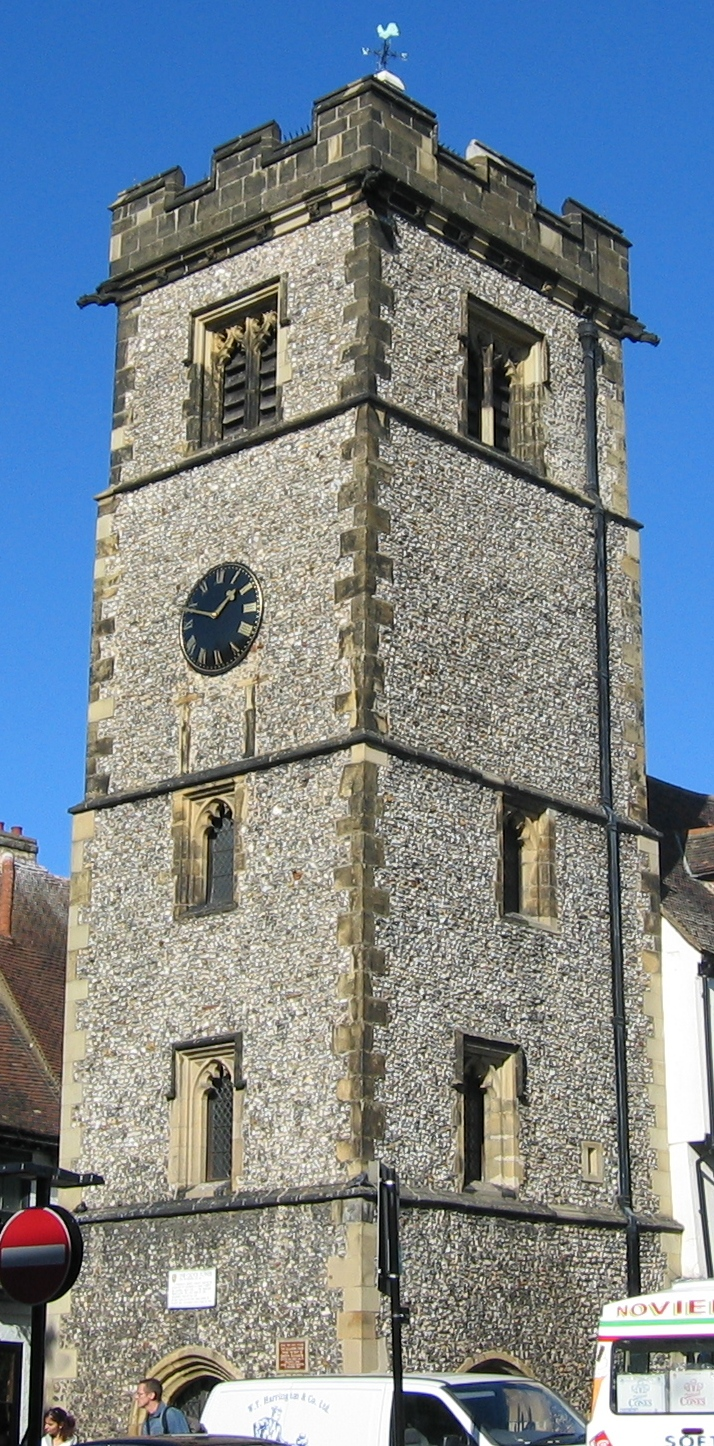
Věž ve St Albans

### Počáteční převaha a rozprchnutí Yorků (1455–1459)
York tedy raději Londýn roku 1455 opustil. Vzápětí se sešel parlament, na který se však byli pozváni pouze Yorkovi nepřátelé. Yorkova stížnost králi, že nebyl pozván, a požadavek na odstranění Somerseta nebyly vyslyšeny, York proto zahájil tažení a u St Albans se střetl s královským vojskem poté, co vyjednávání se Somersetem selhalo. První bitva válek růží připomínala spíše jen pouliční bitku, trvala jen asi půl hodiny, jednalo se však o první otevřenou srážku Yorků s Lancastery. Somerset však při ní zahynul a král byl zraněn.
Richard Plantagenet z Yorku opět zdůrazňoval, že nebojuje proti králi, nýbrž proti jeho rádcům. Nyní když hlavní rádce zemřel, doprovodil se svými druhy krále do Londýna. Král vyhlásil všeobecnou amnestii, záhy jej však zasáhl další záchvat deprese, a York byl proto znovu jmenován protektorem Anglie. York se znovu pustil do restituce královského majetku, stále však narážel na odpor protivníků, kteří se koncentrovali okolo královny Markéty z Anjou a disponovali početnou armádou (označovali své uniformy labutí, symbolem prince Eduarda). Po zotavení krále musel York znovu královskou radu opustit, tím však král ztratil veškerou autoritu a v zemi zavládla anarchie.
Ve sporu mezi Yorky již nemohl nikdo zůstat neutrální, celá země se proto rozštěpila na dva nesmiřitelné tábory. Roku 1459 se královna cítila již dostatečně vojensky silná, takže došlo k bitvě u Blore Heath, jež ovšem znovu skončila vítězstvím Yorků. V následující bitvě u Ludford Bridge však získali Lancasterové navrch a Yorkové se rozprchli: York prchl do Irska, Richard Neville ze Salisbury, Richard Neville z Warwicku a Yorkův syn Eduard z March do Calais. Královna Markéta z Anjou s královým souhlasem ovládla veškeré záležitosti, obvinila Yorky z velezrady a prosadila konfiskace jejich majetku.

### Triumf a pád Richarda Plantageneta (1460)
Mnozí Angličané však vůbec nebyli přesvědčeni o tom, že by York byl zrádce. Moc Yorků navíc nebyla zlomena: Warwick a Salisbury ovládli bohaté Calais a přes moře podnikali nájezdy na Kent. Roku 1460 se Yorkové vylodili v Sandwichi. York zatím zůstal v Irsku a vylodil se v Chesteru poté, co vojska jeho přívrženců zvítězila nad Lancastery v bitvě u Northamptonu a zajala krále. Richarda Plantageneta v Londýně přivítali jako krále, parlament, církevní představitelé i jeho přátelé jej však zrazovali od toho, aby si královský titul nárokoval. Parlament nakonec zákonem Act of Accord ustanovil, že králem zůstane Jindřich VI., následnictví „syna“ Eduarda však zrušil ve prospěch Yorka.

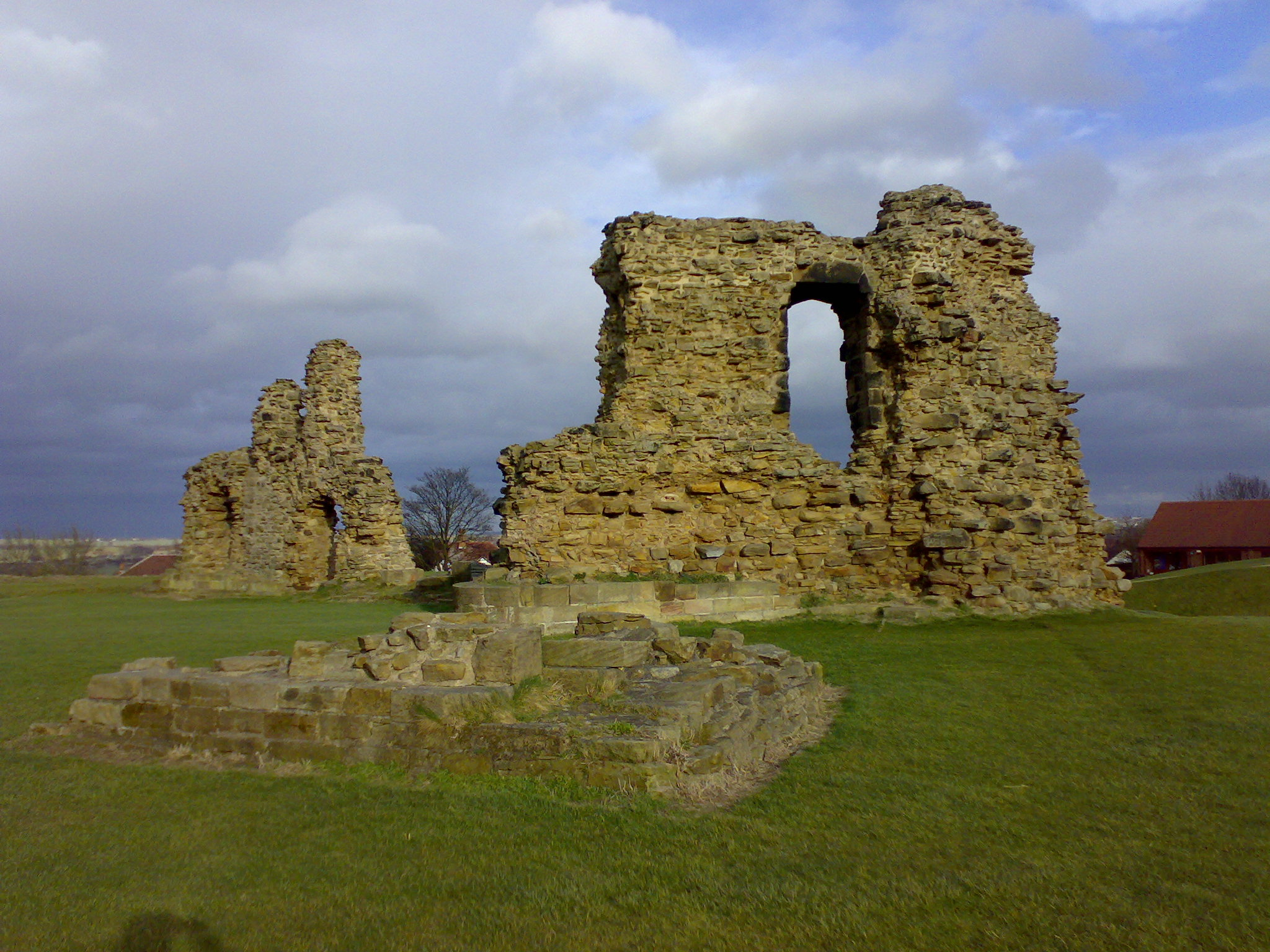
Trosky hradu Sandal

Tento vývoj byl ovšem zcela nepřípustný pro Lancastery, kteří opět shromáždili své vojsko a začali plenit Yorkovy pozemky. York mobilizoval své síly a přesunul je v prosinci 1460 na hrad Sandal, kde je Lancasterové oblehli. Yorkové z hradu vyšli, aby se se svými protivníky utkali v bitvě u Wakefieldu. Yorkové však utrpěli drtivou porážku: Richard Plantagenet z Yorku byl zabit, Richard Neville ze Salisbury a Yorkův druhý syn Edmund byli krátce po bitvě Lancastery popraveni.

### Nastolení Eduarda IV. (1461)
Na základě zákona Act of Accord měl ovšem nárok na trůn Yorkův syn Eduard, jenž roku 1461 zvítězil v bitvě u Mortimer's Cross nad Lancastery vedenými Jasperem Tudorem. Markéta z Anjou však mezitím odcestovala do Skotska, kde získala podporu. Odtud táhla se svým vojskem na Londýn. Warwick se opevnil v St Albans, jeho postavení však bylo vyzrazeno a jeho vojsko v druhé bitvě u St Albans utrpělo porážku. Markétě se nakonec podařilo osvobodit Jindřicha VI., Londýňané vystrašení zvěstmi o lancasterském drancování měst odmítli Lancasterům otevřít brány města.

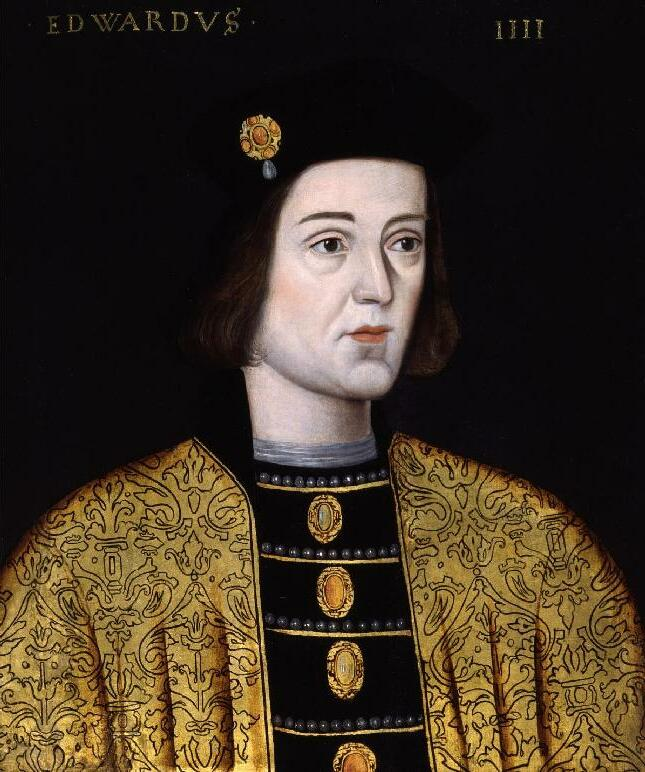
Eduard IV.

Místo toho vstoupil do Londýna Yorkův syn, jenž byl jako Eduard IV. prohlášen králem v naději, že bude vládnout lépe než Jindřich VI. Nový král získal lidovou podporu a Lancasterové oslabení návratem Skotů do Skotska se museli stáhnout na sever. V mohutné bitvě u Towtonu Yorkové nakonec zvítězili, Markéta z Anjou se svým synem Eduardem prchla do Skotska a lancasterské vojsko se rozpadlo.

## Vláda Yorků (1461–1485)

### Spory Eduarda IV. sWarwickem (1461–1469)
Po nastolení Eduarda králem se začal v zemi pomalu obnovovat pořádek, oživovat obchod a nastolovat právní stav. Markéta z Anjou se se synem Eduardem přesunula do Francie, kde však nebyli příliš vítanými hosty, a tak je francouzský král Ludvík XI. vybavil malým vojskem, se kterým se roku 1463 vylodili v Northumberlandu, obsadili zde několik hradů, pak však byli roku 1464 v bitvě u Hedgeley Moor a v bitvě u Hexhamu poraženi a mnozí lancasterští velitelé byli zabiti (Jindřich Beaufort ze Somersetu). Šarvátky však na severu Anglie pokračovaly i v následujících letech.
Brzy po korunovaci Eduarda IV. se začaly projevovat rozpory mezi ním a Warwickem, od jehož vlivu se chtěl král osamostatnit. Warwick se orientoval na Francii a vyjednával pro Eduarda s francouzským králem svatbu. Anglický král, orientující se na Burgundsko a Flandry, však Warwicka veřejně znemožnil, když v parlamentu oznámil, že je již několik měsíců ženatý s Alžbětou Woodville, vdovou po Janu Greyovi, který byl zabit v první bitvě u St Albans, kde bojoval za Lancastery.

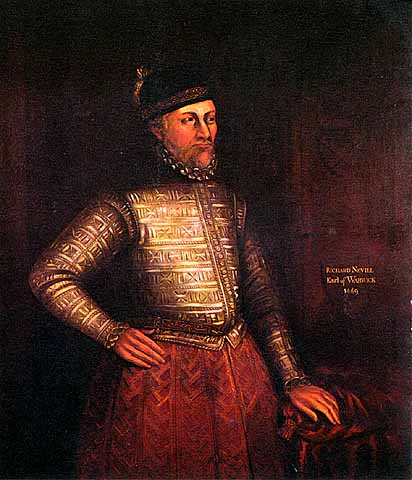
Richard Neville z Warwicku

Rovněž prosazování Woodvillů („nové šlechty“) do úřadů na úkor dosud věrných Nevillů nesl Warwick velmi nelibě. Když se pak králova sestra provdala za burgundského vévodu Karla Smělého, začal se Warwick spojovat se „starou šlechtou“ a královým bratrem Jiřím Plantagenetem z Clarence proti králi. Roku 1469 začal Warwick na severu Anglie verbovat vojsko a při svém tažení zvítězili nad královským vojskem v bitvě u Edgecote Moor. Král však Warwicka překvapil, když nechal rozpustit vojsko a svěřil se do rukou arcibiskupa z Yorku, tedy pod ochranu církve. Warwick nevěděl, jak dále pokračovat a stáhl se na sever.

### Obnovení války (1470–1471)
Warwick a Clarence poté prchli do Calais. Warwick viděl, že nyní musí hledat mocnějšího protikrále a navázal kontakty s Markétou z Anjou, jež nakonec svolila ke sňatku svého syna Eduarda s Warwickovou dcerou. Zrazený Clarence proto obnovil své styky s Eduardem IV. Roku 1470 se Lancasterové s podporou Francie vylodili v Anglii a zcela zaskočeného Eduarda IV. donutili uprchnout do Burgundska. Warwick pak nechal Jindřicha VI. znovu korunovat králem a sám si přivlastnil roli královského místodržícího. Parlament prohlásil Eduarda IV. za nemanželského potomka a za právoplatného dědice trůnu ustanovil Jiřího z Clarence.
Warwick se po příslibu podpory ze strany francouzského krále chystal napadnout Burgundsko. To přimělo burgundského panovníka k tomu, aby Eduardovi poskytl finanční prostředky a vojsko pro invazi do Anglie. Eduard se vylodil s malým vojskem na yorkshirském pobřeží, krátce nato obsadil York a při tažení na Londýn se jeho vojsko postupně zvětšovalo. Jiří z Clarence definitivně lancasterskou stranu opustil, Warwick se vyhýbal přímému boji, takže Eduard IV. nakonec vstoupil do Londýna, kde znovu přijal korunu.

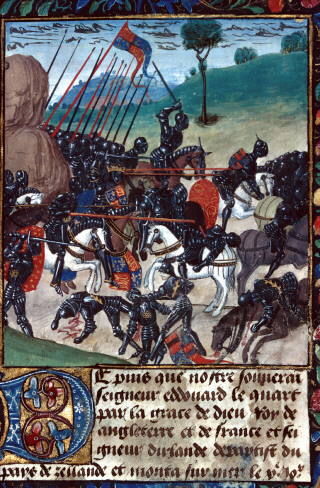
Bitva u Barnetu (1471)

Teprve poté došlo ke střetu s Warwickovým vojskem. V nepřehledné bitvě u Barnetu se Warwickovo vojsko rozpadlo a Warwick sám byl zabit. Mezitím se do Anglie vrátila Markéta z Anjou i se sedmnáctiletým synem Eduardem a shromažďovala kolem sebe lancasterské vojsko i přes zprávu o Warwickově prohře. V nastalé bitvě u Tewkesbury král Eduard IV. rychle zvítězil, Markétin syn Eduard a Edmund Beaufort ze Somersetu zabiti a Markéta samotná zajata. Uprchnout ze země se však podařilo Jasperu Tudorovi, což byl lancasterský vojevůdce a syn z druhého manželství vdovy po Jindřichovi V., Kateřiny z Valois, a jeho synovci Jindřichovi Tudorovi. Po návratu Eduarda IV. do Londýna byl v Toweru ubit Jindřich VI.

### Spory mezi Yorky (1471–1485)

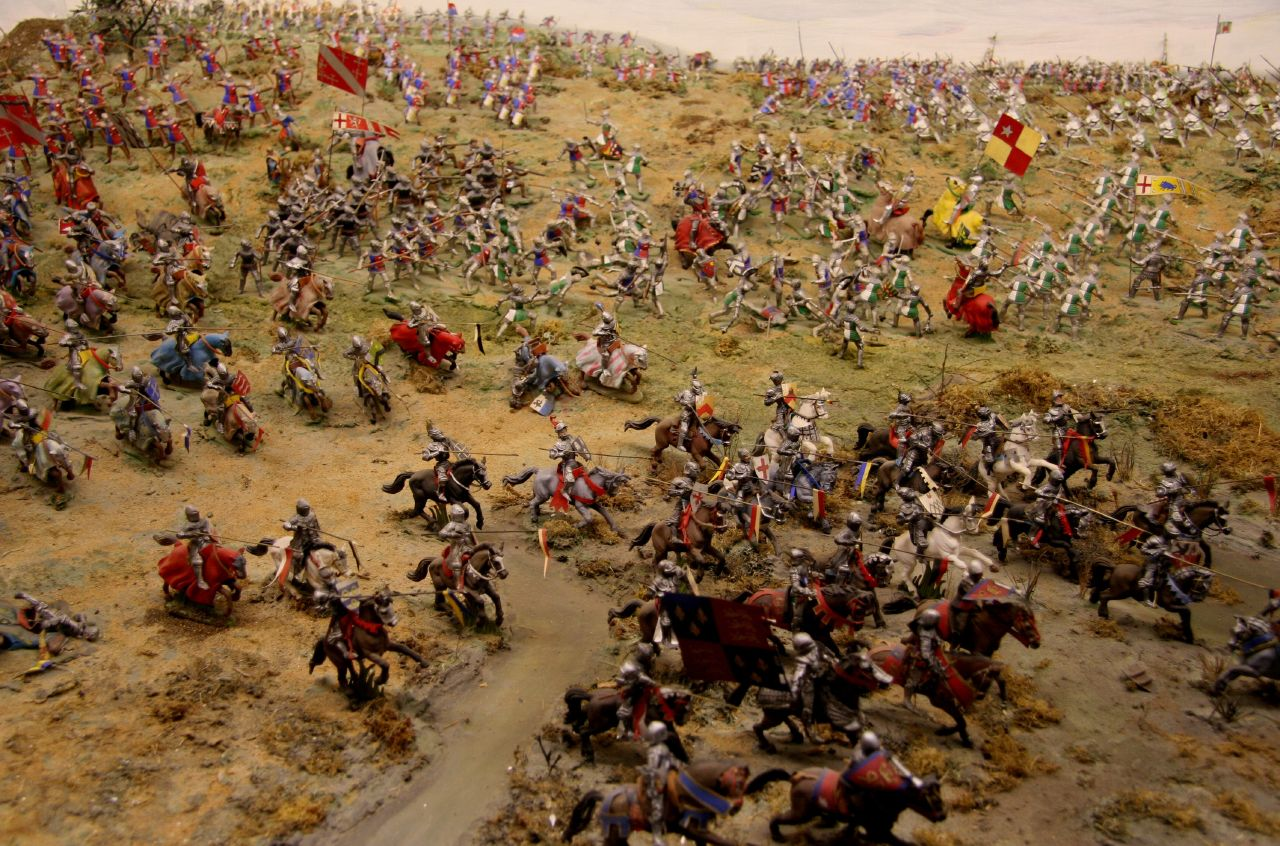
Bitva u Bosworthu (1485)

Po bitvě v Tewkesbury Eduard IV. konečně ovládl celou Anglii a bezprostřední ohrožení jeho moci pominulo. Přežili však dva potenciální uchazeči o trůn: Eduardův přebíhavý bratr Jiří z Clarence a Jindřich Tudor, který utekl do Bretaně. Clarence se na poslední chvíli přiklonil k Eduardovi IV., byl však přesto za trest zbaven svého majetku. To mu však nebránilo v tom, aby vedl spor se svým dalším bratrem Richardem z Gloucesteru o Warwickovo dědictví. Clarence nakonec získal polovinu Warwickova majetku, další svévolné jednání a svérázné vykonávání práva však vedlo k jeho zatčení. Parlament jej za justiční vraždu a věrolomnost odsoudil k smrti. Clarence se však nedočkal řádné popravy, nýbrž roku 1478 zemřel v Toweru za nejasných okolností.
Tím však napětí mezi Yorky nepominulo. Vynořily se totiž další spory, tentokrát mezi královninou rodinou Woodvillů a Richardem z Gloucesteru, jenž opíral svou moc zejména o svá velká území v severní Anglii a o svou popularitu. Napětí bylo o to větší, že Eduard IV. měl dosud jen dvě malé děti, a tak se podle něj měl případně protektorem stát Richard. Když však Eduard IV. roku 1483 zemřel, požádala královna Alžběta Woodville o regentství a o korunovaci jejího syna. Novým králem se tedy stal Eduard V., aniž by však Richard byl informován. Richard proto začal mobilizovat vojsko, aby se prosadil jako protektor. Nechal pak popravit některé významné představitele rodu Woodvillů a dvanáctiletého Eduarda V. i s jeho bratrem Richardem nechal uvěznit v Toweru. Děti Eduarda IV. byly nakonec prohlášeny za nelegitimní a parlament i Londýňané v naději, že tak spory skončí, vyzvali Richarda z Gloucesteru, aby jakožto Richard III. přijal korunu.
Záhy však v zemi vypuklo povstání. Jeho cílem bylo zprvu osvobození Eduarda V. a jeho bratra z vězení, když se však rozšířila zpráva o tom, že byli ve vězení zabiti, usilovali povstalci o zavraždění Richarda III. a nastolení Jindřicha Tudora, který se měl oženit s dcerou Eduarda IV. Alžbětou z Yorku, čímž mělo dojít ke spojení lancastersko-tudorovské dynastie s yorskou. I přes potlačení povstání Richard III. rychle ztrácel podporu a mnozí odcházeli za Jindřichem Tudorem do Bretaně.

## Jindřich VII. Tudor

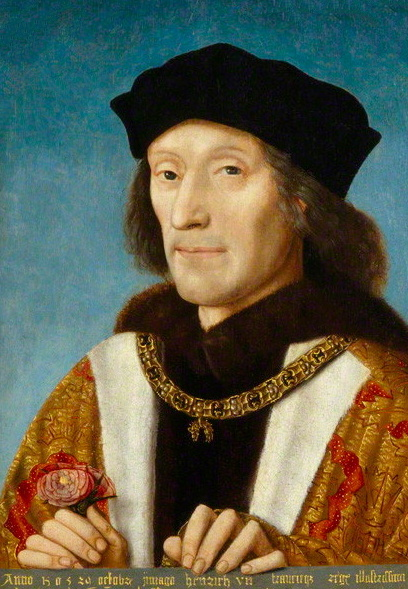
Jindřich VII. Tudor

Jindřich Tudor se nakonec se svými přívrženci roku 1485 vylodil u Milford Haven v jižním Walesu. Richard III. na svou podporu jen těžko sháněl vojáky, a tak jeho vojsko v bitvě u Bosworthu zaznamenalo porážku a on sám padl. Tudor byl korunován jako Jindřich VII. a oženil se s Alžbětou z Yorku. Parlament jeho pozici potvrdil. Následovalo ještě několik neúspěšných povstání, jež však byla (například v bitvě u Stoke roku 1487) potlačena. Svou moc Jindřich VII. upevňoval také popravami svých odpůrců (například roku 1499 byl popraven Perkin Warbeck, jenž uváděl, že je Richard, mladší ze dvou synů Eduarda IV. uvězněných v Toweru).

## Důsledky

Růže Tudorovců

Nejzřejmějším důsledkem byl pád rodu Plantagenetů, který byl na anglickém trůnu nahrazen rodem Tudorovců, který v následujících letech dramaticky změnil Anglii. Šlechta utrpěla během těchto válek, doprovázených důsledky morové nákazy černého moru, velké ztráty moci ve prospěch vznikající skupiny obchodníků a centralizované královské moci v době vlády Tudorovců. Ohlásila konec středověku v Anglii a příchod renesance.
Na druhé straně se uvádí, že hrůzy válek byly zveličovány Jindřichem VII., aby tak zvětšil své zásluhy o uklidnění situace a dosažení míru. Obchodníci i prostý lid byli daleko méně zasaženi, než některé oblasti na kontinentu strádající z dlouhého obléhání a plenění. I když existovala dlouhá obléhání, vyskytovala se v málo osídlených oblastech. Pokud se vojska potkala v hustě osídleném území, jejich konflikt byl rychle vyřešen bitvou.
Války byly pro Anglii tragické ztrátou převážné části území ve Francii. I když angličtí panovníci pokračovali ve výbojích na kontinentu, ovládnutí území, které dříve patřilo pod anglickou správu, se nepodařilo obnovit. Ve skutečnosti někteří panovníci z kontinentu (Burgundsko a Francie) hráli klíčovou roli v průběhu války v Anglii, poskytnutím azylu a financí poraženým šlechticům, podporujíce tak trvání této války aby zabránili existenci jednotné a silné Anglie.
Poválečné období přineslo změnu i v postavení šlechticů a jejich možnosti shromáždit a vyzbrojit své vlastní vojsko, což jim Jindřich zakázal. Nemohli tak bojovat proti sobě ani proti králi. Spory šlechticů tak byly řešeny především u královského dvora s velkým vlivem krále.

## Klíčové osobnosti
- Angličtí králové:
  - Jindřich VI. – Lancaster
  - Eduard IV. – York
  - Eduard V. – York
  - Richard III. – York
  - Jindřich VII. – Tudor

- Yorkové:
  - Richard Plantagenet, 3. vévoda z Yorku
  - Richard Neville, 16. hrabě z Warwicku – bojoval na straně Yorků i Lancasterů
  - Richard Neville, 5. hrabě ze Salisbury
  - John Neville, 1. markýz z Montagu
  - Vilém Neville, 1. hrabě z Kentu

- Lancasterové:
  - Markéta z Anjou
  - Markéta Beaufortová
  - Jindřich Percy, 2. hrabě z Northumberlandu
  - Jindřich Percy, 3. hrabě z Northumberlandu
  - Richard Neville, 16. hrabě z Warwicku – bojoval na straně Yorků i Lancasterů
  - Edmund Beaufort, 1. vévoda ze Somersetu
  - Jindřich Beaufort, 3. vévoda ze Somersetu
  - Edmund Beaufort, 4. vévoda ze Somersetu
  - Jiří Plantagenet, 1. vévoda z Clarence

## Bitvy
- První bitva u St Albans – 22. květen 1455 – vítězství Yorků
- Bitva u Blore Heath – 23. září 1459 – vítězství Yorků
- Bitva u Ludford Bridge – 23. říjen 1459 – vítězství Lancasterů
- Bitva u Northamptonu – 10. červenec 1460 – vítězství Yorků
- Bitva u Wakefieldu – 30. prosinec 1460 – vítězství Lancasterů
- Bitva u Mortimers Cross – 2. únor 1461 – vítězství Yorků
- Druhá bitva u St Albans – 22. únor 1461 – vítězství Lancasterů
- Bitva u Ferrybridge – 28. březen 1461 – nerozhodná
- Bitva u Towtonu – 29. březen 1461 – vítězství Yorků
- Bitva u Hedgeley Moor – 29. duben 1464 – vítězství Yorků
- Bitva u Hexhamu – 15. květen 1464 – vítězství Yorků
- Bitva u Edgecote Moor – 26. červenec 1469 – vítězství Lancasterů
- Bitva u Losecoat Field – 12. březen 1470 – vítězství Yorků
- Bitva u Barnetu – 14. duben 1471 – vítězství Yorků
- Bitva u Tewkesbury – 4. květen 1471 – vítězství Yorků
- Bitva u Bosworthu – 22. srpen 1485 – vítězství Tudorovců
- Bitva u Stoke – 16. červen 1487 – vítězství Tudorovců